# Кирил Драмалиев
Кирил Георгиев Драмалиев е български партиен, държавен, просветен деец и дипломат.

## Биография
Кирил Драмалиев е роден на 9 февруари 1892 г. в София. Учи в Софийската класическа гимназия. Завършва немска филология, защитава докторат в Мюнхен. Завърнал се в България, работи като учител. Драмалиев е сред ръководителите на лявото учителско профсъюзно движение. Завършва Школата за запасни офицери през 1916 г. и участва в Първата световна война. Включва се в БКП от 1921 г. Избран е за член на Софийския градски комитет на партията (1937, 1941 – 1944).
Участва в Съпротивителното движение през Втората световна война. Интертиран в лагер (1940). Участва в написването на „Програма на Отечествения фронт“. През лятото на 1942 година, заедно с Цола Драгойчева, ръководи дейността на БРП (к) по създаването на Отечествения фронт, а през август 1943 година става член на новосъздадения му Национален комитет. През 1942 г. е мобилизиран като офицер – подпоручик в армията в Беломорието и участва в канал за снабдяване на партизани от Съпротивата с оръжие от военни скалдове на армията. Подписът на д-р Кирил Драмалиев стои под всичики програмни и политически документи на ОФ, включително и от 28 август 1944 г., призоваващ за „Народен съд над виновниците за досега водената катастрофална политика и за всички провинени в изстъпления над народните борци и мирното население в България и окупираните земи.“
На 22 септември 1944 г. със заповед на военния министър Дамян Велчев е узаконен институтът на помощник-командирите – комунисти и бивши партизани, които трябва да установят политическия контрол на ОФ над войската. Кирил Драмалиев е назначен за помощник-командир на V Българска армия. Член на ЦК на БКП (1947), председател на Съюза на работниците по просветата (1946 – 1947). Многократно избиран за народен представител (1945 – 1961). В 1946 година пише брошурата „Теория и практика на великобългарския шовинизъм“. Съдейства активно за преустановяването на политическата автономия в Пиринска Македония.
Министър на народната просвета във второто правителство на Георги Димитров (12 декември 1947 – 20 юли 1949) и в правителствата на Васил Коларов (20 юли 1949 – 20 януари 1950) и Вълко Червенков (20 януари 1950 – 4 февруари 1952). След това преминава на дипломатическа работа. Посланик на НРБ в Полша (1952 – 1954) и в ГДР (1956 – 1958).
По време на сесията на Висшия учебен съвет през май-юни 1945 г., подкрепян от регента Тодор Павлов, Кирил Драмалиев налага вземането на решение за изключване на древните езици от учебните програми на гимназиите. Публикува книгата „Просветната реформа на Отечествения фронт“.